# KickassTorrents
KickassTorrents (abreviat de obicei KAT) a fost un website de indexare a fișierelor torrent (BitTorrent) și magnet. A fost fondat în 2008, iar din noiembrie 2014 era cel mai vizitat website de indexare a fișierelor torrent din lume, conform Alexa.

## Legături externe
- Cătălin Nițu - Cel mai popular site de piraterie, KickassTorrents, a fost închis după arestarea fondatorului său, mediafax.ro, 21 iulie 2016